# Оливейра Феррейра, Марсело
Марсе́ло Оливе́йра, полное имя Марсе́ло Оливе́йра Ферре́йра (порт.-браз. Marcelo Oliveira Ferreira; родился 29 марта 1987 года в Салвадоре, штат Баия) — бывший бразильский футболист, выступавший на позиции центрального и левого флангового защитника.

## Биография
Марсело — воспитанник школы «Коринтианса», к основному составу команды стал привлекаться в 2005 году, но на профессиональном уровне дебютировал в составе «Паулисты» из Жундиая, куда его отдали в аренду 2006 году. После возвращения в «тимау» Марсело Оливейра стал довольно успешно выступать за основной состав команды, но в конце сезона получил серьёзную травму, из-за которой он пропустил часть сезона.
После победы с «Коринтиансом» в 2008 году в Серии B, в 2009 году помог «чёрно-белым» выиграть кубок страны. В финале Кубка Бразилии 2009 года Марсело Оливейра отдал результативную передачу на Жорже Энрике, открывшего счёт в матче против «Интернасьонала». Позже второй гол забил Роналдо и «Коринтианс» выиграл матч со счётом 2:0. С учётом ничьей в первой игре (2:2) «Коринтианс» стал победителем турнира.
В 2010 году Марсело на правах аренды выступал за «Гремио Пруденти» (ныне — «Гремио Баруэри»). По итогам чемпионата Бразилии его команда вылетела в Серию B чемпионата Бразилии. В начале 2011 года защитник вернулся в «Коринтианс», но после завершения чемпионата штата до конца года выступал (на правах аренды) за «Атлетико Паранаэнсе». Этот сезон вновь стал неудачным для команды Марсело, поскольку «ураган» занял 17-е место и вылетел из Серии A.
В 2012 году Марсело Оливейра подписал контракт с «Крузейро». В составе «лис» отыграл год, а в феврале 2013 года был отдан в аренду в «Палмейрас». В том же году вновь стал победителем Серии B. В 2014 году был основным игроком команды и помог «свиньям» удержаться в Серии A.
С 2015 года Марсело Оливейра выступает за «Гремио», куда его пригласил Луис Фелипе Сколари для замены ушедшему Зе Роберто. За команду сыграл более ста матчей, имеет статус вице-капитана команды, после Майкона и Педро Жеромела. Помог «Гремио» выиграть Кубок Бразилии в 2016 году. В розыгрыше Кубка Либертадорес 2017 года, который в итоге выиграл «Гремио», начинал также как игрок основы. Сыграл в турнире пять матчей, но пропустил всю заключительную часть кубка из-за травмы. За год получил две серьёзные травмы, в первый раз травмировался ещё в середине мая. В конце ноября врачи разрешили защитнику тренироваться с основной и в итоге Марсело Оливейра был включён в заявку «трёхцветных» на Клубный чемпионат мира.
В конце 2020 года завершил карьеру футболиста.
Марсело Оливейра женат; жену зовут Жулиана. У супругов есть двое сыновей — Лукас (род. 2011) и Матео (род. 2014).

## Достижения
- Чемпион штата Сан-Паулу (1): 2009
- Чемпион штата Риу-Гранди-ду-Сул (3): 2018, 2019, 2020
- Чемпион Бразилии в Серии B (2): 2008, 2013
- Чемпион Кубка Бразилии (2): 2009, 2016
- Обладатель Кубка Либертадорес (1): 2017
- Обладатель Рекопы Южной Америки (1): 2018 (не играл)